# Jaciment arqueològic de Lattara
Lattara és una antiga ciutat portuària esmentada diverses vegades per autors llatins: Pomponius Mela, Plini el Vell o l'Anònim de Ravenna. Fou descoberta al 1963, i correspon a la ciutat de Latas, del departament de l'Erau al Llenguadoc (Occitània)-Rosselló (Catalunya del Nord). El jaciment inclou el Museu Arqueològic de Lattes.

## Topònim
L'origen gal del nom de Latera, com el d'Arle Arelate, prové dels termes are, 'davant de' o 'a prop de', i de latis, 'pantà' o 'riu': el topònim significa, per tant, la ciutat 'del riu i del pantà'.

## Presentació
Situat a 5 km al sud de Montpeller, Lattara es trobava en un medi lacustre. La ciutat estava en contacte amb les basses costaneres que tenien una superfície molt més àmplia en l'Antiguitat que no pas ara. El delta del Lez tenia tres brancals (cap no en correspon a l'actual Lez), entre les quals va existir l'hàbitat protohistòric i romà, mentre que les necròpolis se'n situaven més a l'est.
A la tardor del 1963, a Lattes, dos escolars van descobrir, en un camp llaurat de Saint-Sauveur (Lattes), fragments de ceràmica campaniana envernissada en negre anteriors a l'època romana. Van comunicar la descoberta a Henri Prades, mestre, director d'una escola de Montpeller i arqueòleg, que va dirigir-hi una campanya d'excavació el maig del 1964, amb l'acord dels serveis estatals.

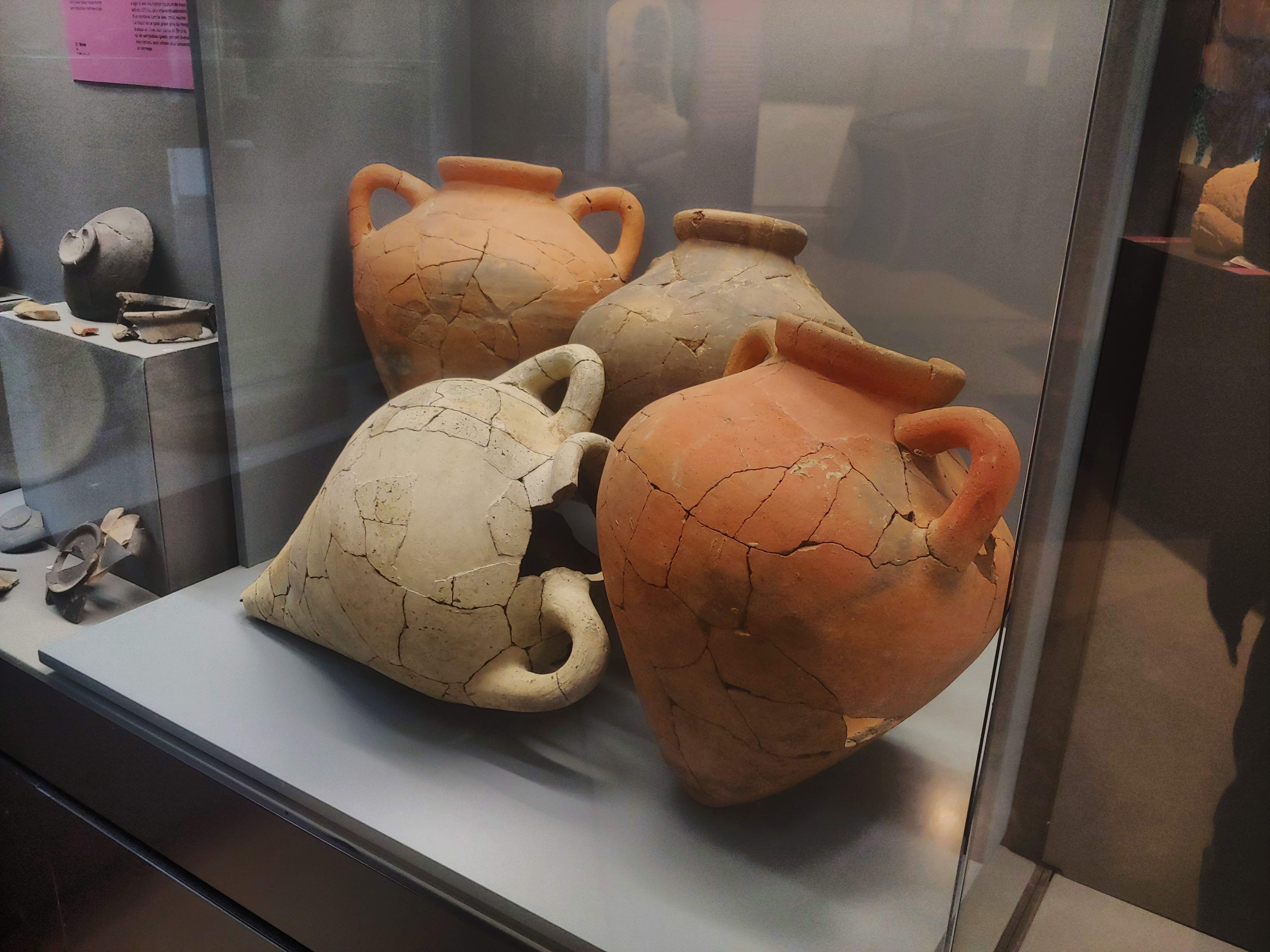
Ceràmica gal·la de Lattara

Les excavacions realitzades des del 1983 han justificat la creació d'un centre de documentació arqueològica i un museu al costat de les ruïnes.

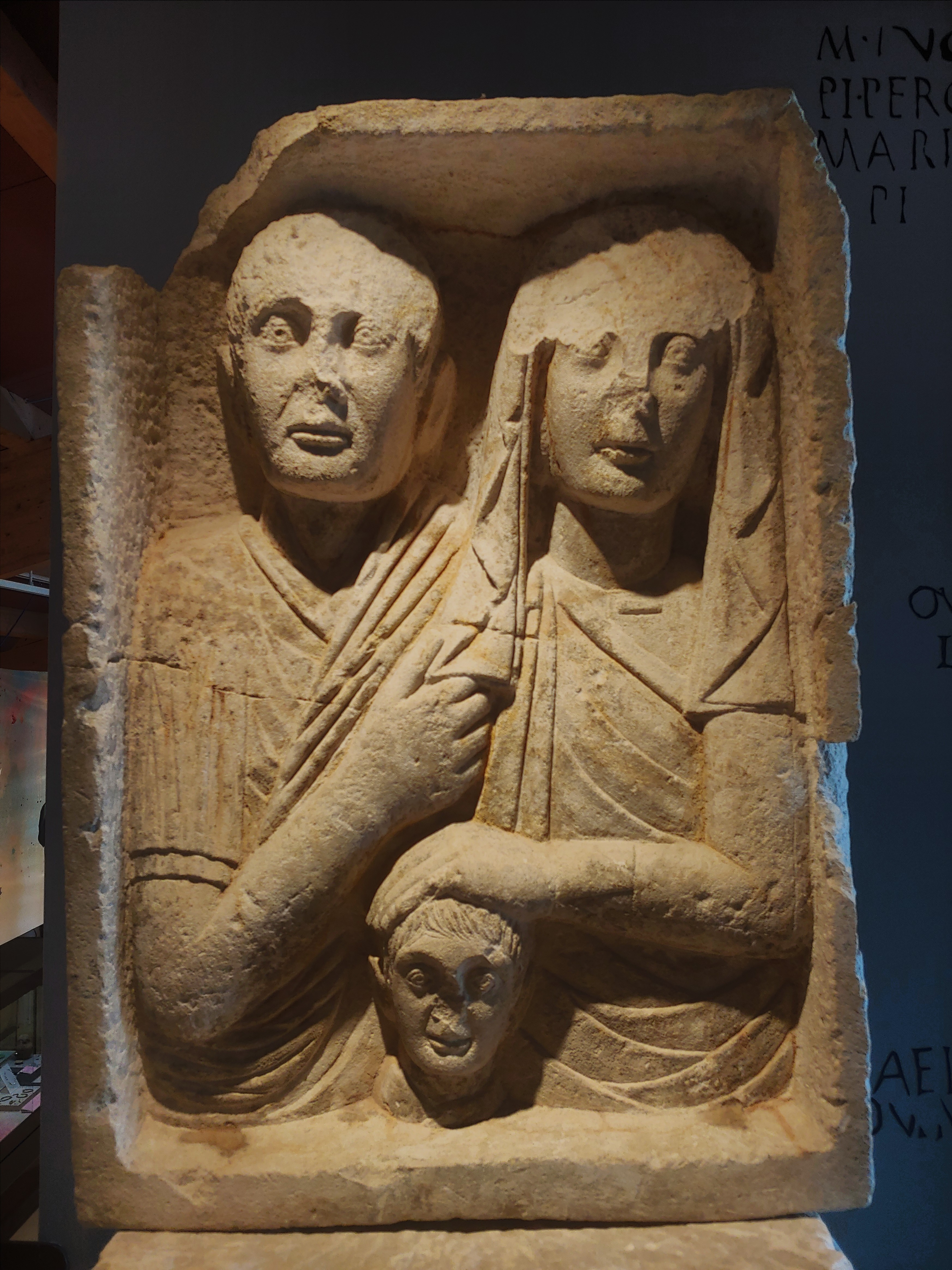
Estela funerària gal·loromana

Des del 1983, sota la direcció de Michel Py, director de recerca del CNRS, i Dominique Garcia, professor universitari, s'ha desenvolupat una important excavació, amb moltes institucions estatals (CNRS, universitats, Ministeri de Cultura, Inrap), el Llenguadoc-Rosselló i altres (universitats de Lleida, Barcelona, Granada, Chicago, Nàpols, Salern, Lecce, etc.).

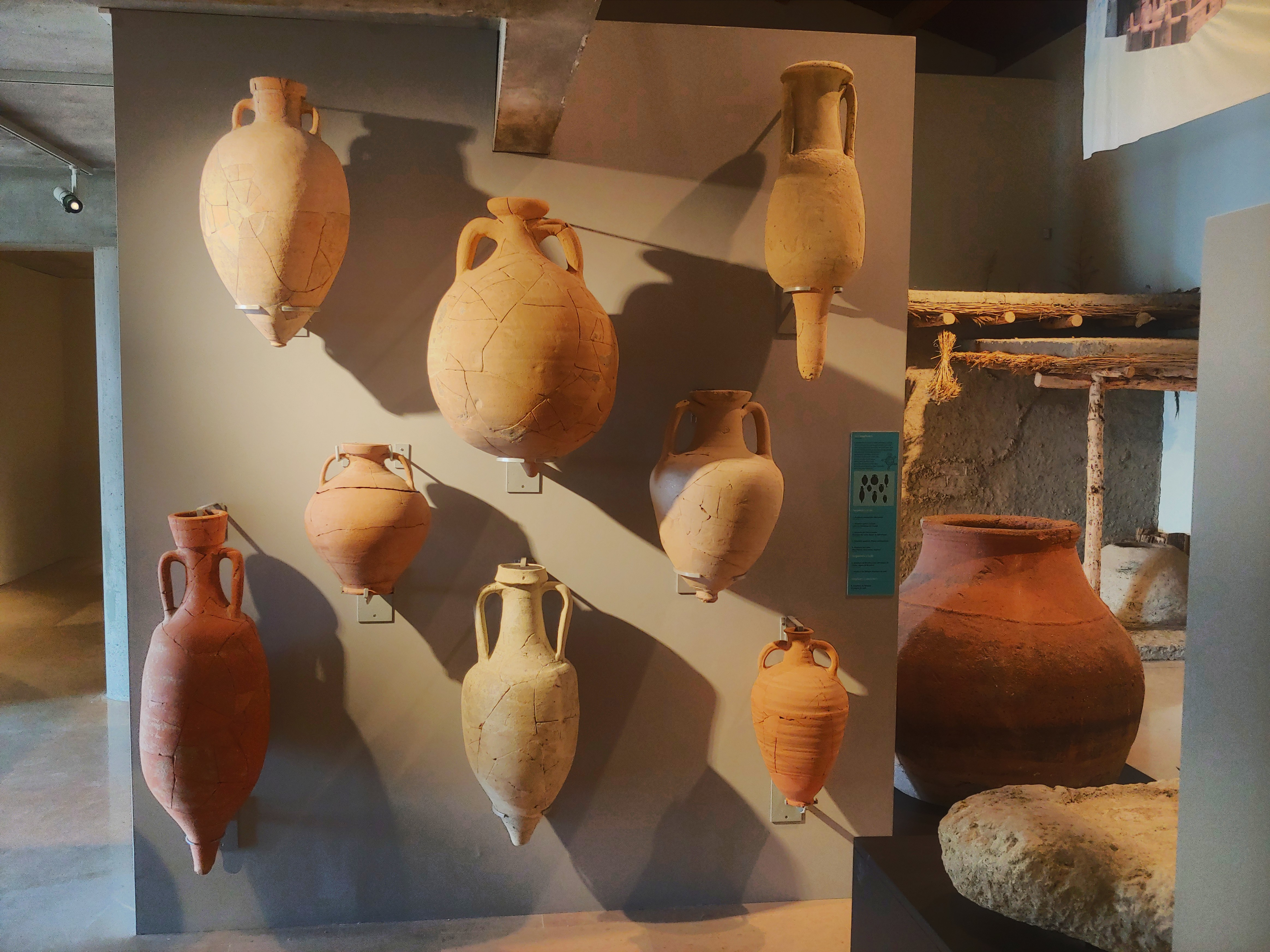
Àmfores trobades al jaciment de Lattara

El jaciment arqueològic fou catalogat com a Monument Històric el 28 de febrer del 2003.

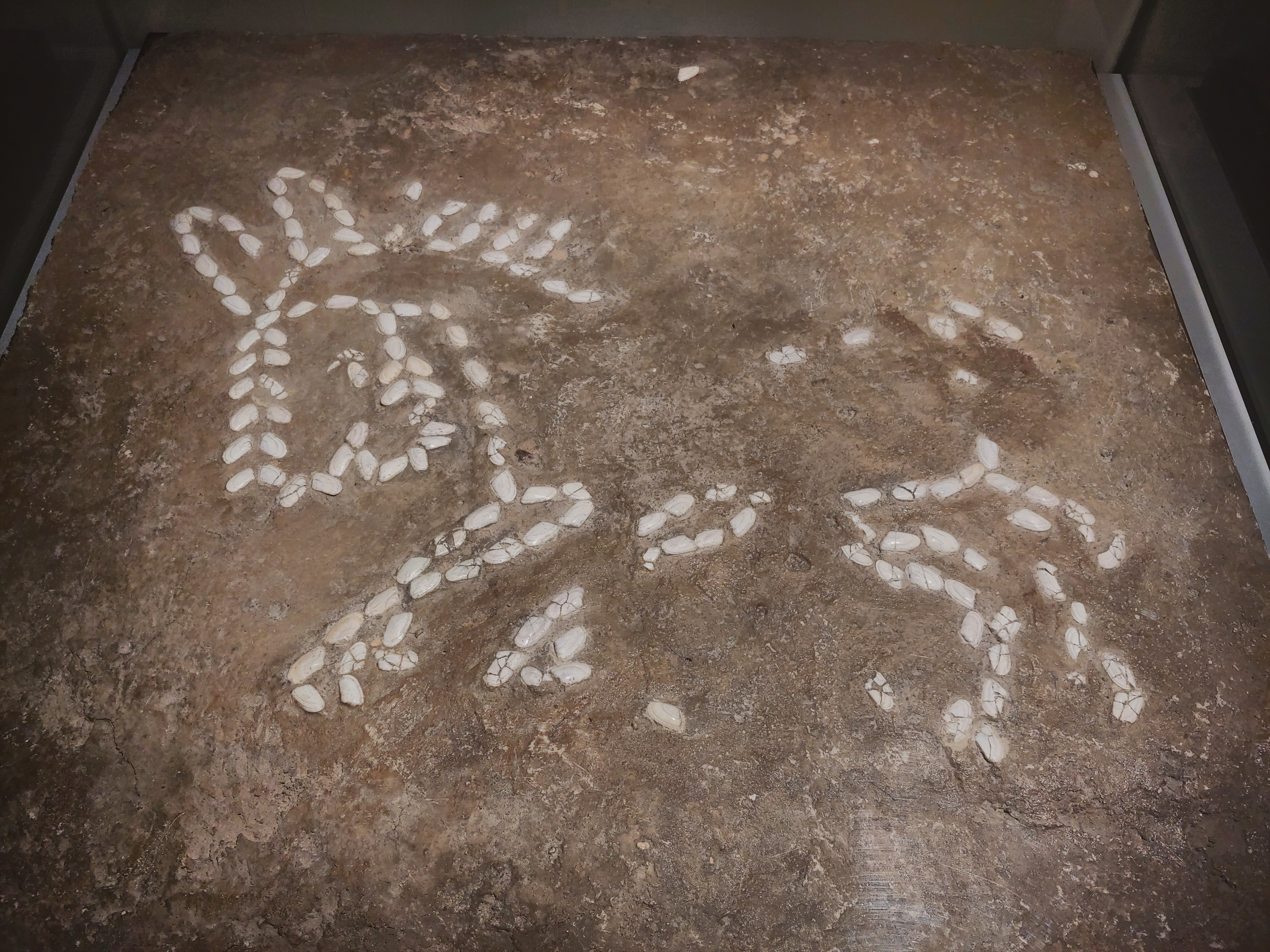
Decoració gal·la feta amb petxines de tellines

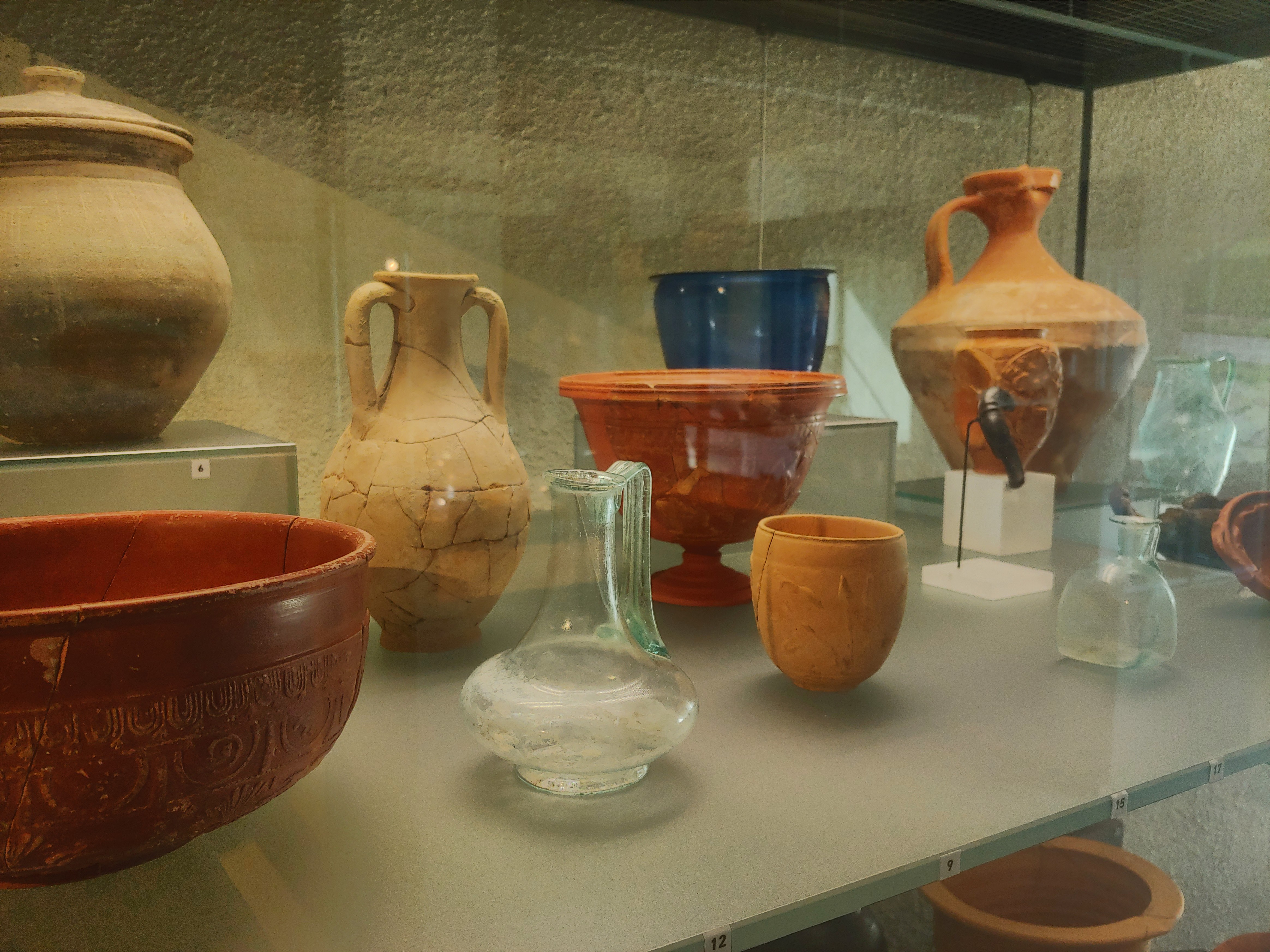
Ampolles gal·les del jaciment de Lattara

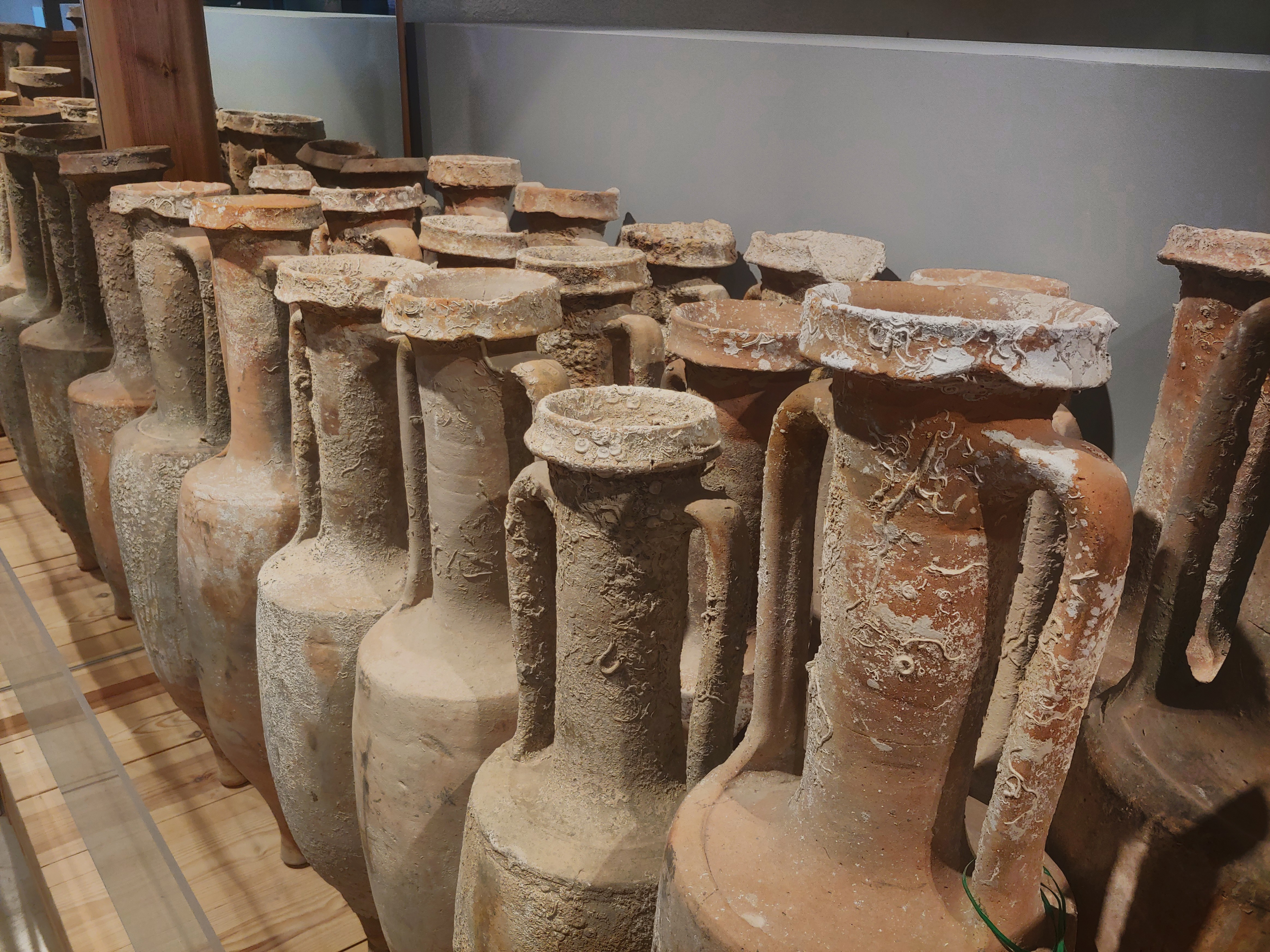
Àmfores de Lattara

## Història del jaciment

### Prehistòria
Els rastres més antics que s'hi identifiquen ara daten del Neolític mitjà. Sembla haver-hi un hiat entre aproximadament el 3000 i el 800 abans de la nostra era. Després d'aquesta data, s'hi troba una ocupació modesta de l'edat del bronze final i de la primeria de l'edat del ferro.

### La fundació de la ciutat
La fundació de la ciutat protohistòrica va ocórrer al darrer terç del segle VI abans de la nostra era. Aleshores es van construir un recinte i cases de pedra i rajola. Els objectes i grafits en llengua etrusca –els únics coneguts a l'estat francés– van suggerir la hipòtesi que els comerciants d'Etrúria van tenir un paper en la creació i la ràpida urbanització de la ciutat.
| « | Els primers a aconseguir construir una xarxa eficaç d'intercanvis a les costes gal·les van ser els etruscs... Durant gairebé tres quarts de segle (des del 625 al voltant del 550 ae) els etruscs van ocupar una posició dominant en les transaccions marítimes que es desenvolupen a la Provença i al Llenguadoc. | » |
| — Michel Py, Dictionnaire des céramiques antiques (-s VII s. av. n. è.-s VII s. de n. è.) en Méditerranée nord-occidentale (Provence, Languedoc, Ampurdan), Lattara 6, 1993, page 84, Marseille archaïque | |   |

### Creixements successius
Les dades topogràfiques es mantenen estables per al segle V ae, i l'hàbitat està confinat dins els mateixos límits, però els intercanvis evidenciats pels mobles importats mostren que el port passà llavors i durant un llarg període al control més o menys directe dels grecs de Marsella. En els segles IV i III ae hi ha una primera fase d'ampliació de l'hàbitat. Les excavacions obertes en dues hectàrees descobriren per a aquest període una reestructuració del teixit urbà, incloent-hi la creació de les principals artèries de trànsit i l'establiment d'un teixit més dens.
La ciutat torna a conéixer a partir del segle II ae un creixement que l'eleva a unes vint hectàrees. L'Alt Imperi romà continua sent una fase d'intensa ocupació del port. Tanmateix, la façana oriental de la ciutat és objecte d'importants alteracions, en relació amb l'abandonament parcial de la fortificació i la canalització del Lez. Apareixen diferents plans d'habitatge als afores. Si és probable que l'àrea urbanitzada arribàs llavors a la màxima extensió, cal destacar l'absència actual de restes de monuments públics del tipus que caracteritzen els nuclis urbans de la Provença.

### Activitats deLattara
Els antics lattes corresponien a una mena de port particular, adaptat a l'entorn de la llacuna. Un document epigràfic testimonia aquest fet: la inscripció d'Astrapton, que revela l'existència entre els lattarens de gremis de fabri (obrers de la construcció o de vaixells) i utric(u)larii (fabricants d'odres i basses). Els pontons sobre pilotis trobats al port es podrien haver adaptats a aquests transbordaments.

## Altres rastres d'hàbitat
Les restes de l'antic hàbitat hui visibles pertanyen sobretot al període recent de l'edat del ferro (segles IV ae al II ae). El recinte (que data del segle VI ae, però que fou restaurat al s. IV ae) té una porta al sud, protegida per baluards i d'accés al port. Al sud-est n'hi ha una torre monumental buida. Els edificis visibles fora del recinte, vinculats al port (magatzems), són quasi tots d'època romana.
Dins les muralles, però, les cases, encara que d'èpoques diferents, quasi totes són de l'edat del ferro. Aquest poble es divideix en barris allargassats, de cases d'una a quatre cambres, possiblement amb patis privats. Les illes se'n separen per carrers, o per carrerons estrets, passos de vianants o séquies. Algunes cases més grans, organitzades al voltant d'un pati interior, mostren influències mediterrànies i sembla que pertanyien a l'elit.
Pel nivell de vida -com ho demostra l'abundant mobiliari arqueològic, en part exhibit al museu-, per l'aspecte molt evolucionat del poble, pel gran nivell econòmic, sembla una de les agrupacions més dinàmiques de la protohistòria de l'àrea.

## Lattarahui: Museu arqueològic

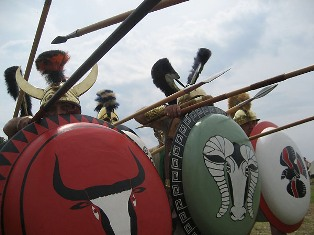
Reconstrucció etrusca a Lattes (2010, grup Pax Augusta)

El conjunt arqueològic de Lattara és hui un dels jaciments arqueològics més grans d'Occitània, i aplega personal del CNRS, de la Universitat de Montpeller i del Ministeri de Cultura dins del mateix grup de recerca.

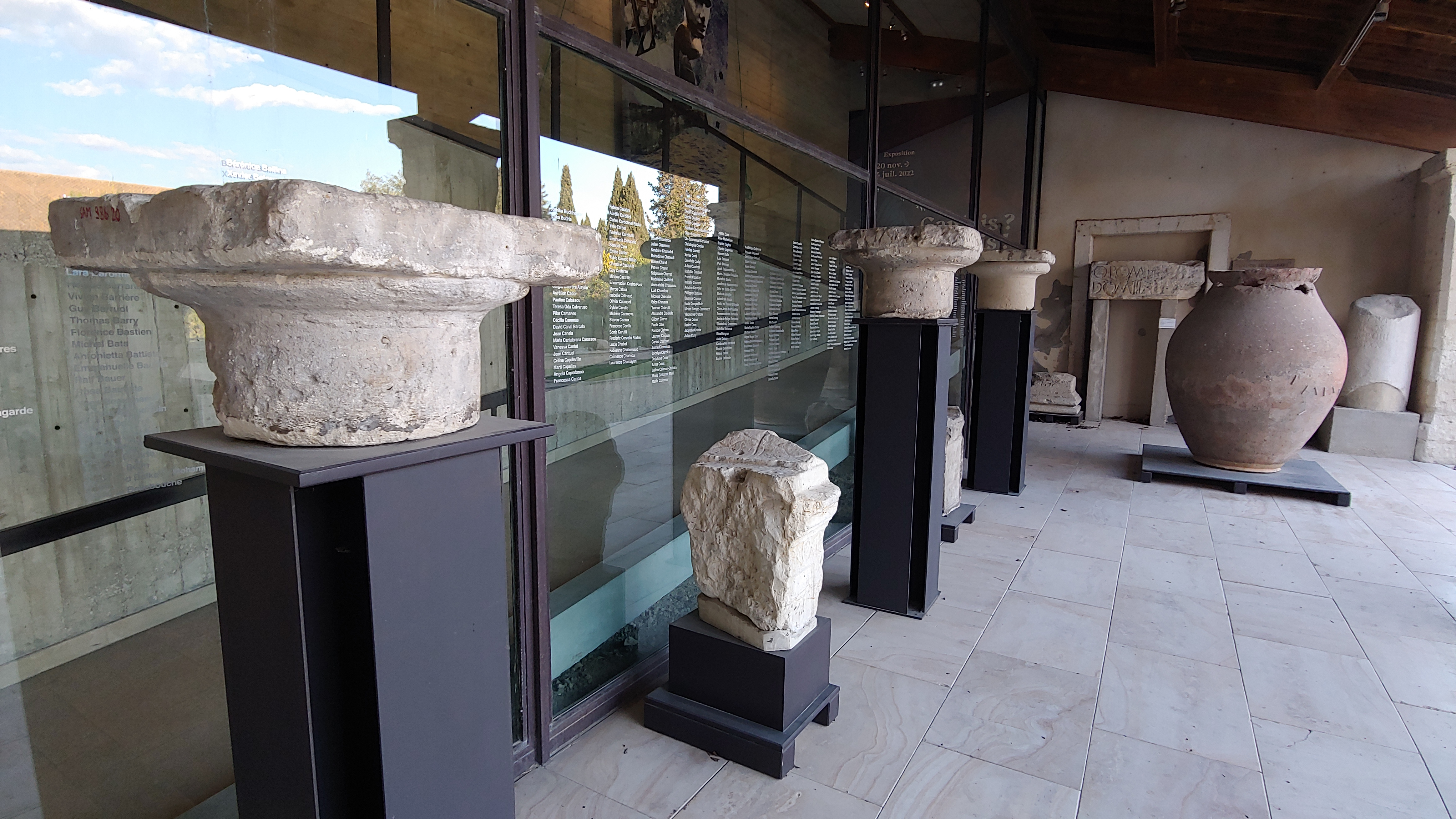
Entrada al museu Henri-Prades

La gestió del jaciment i del museu arqueològic es va transferir al 2006 a la comuna de Montpeller.

## Enterraments
Es va desenterrar una necròpolis de l'Alt Imperi romà amb unes 171 tombes, en què hi havia epitafis i mobles que ara són al museu.